# D&O-Versicherung
D&O-Versicherung (Directors-and-Officers-Versicherung, auch Organ- oder Manager-Haftpflichtversicherung) ist eine Vermögensschadenhaftpflichtversicherung, die ein Unternehmen für seine Organe und leitenden Angestellten abschließt. Es handelt sich dabei um eine Versicherung zugunsten Dritter, die der Art nach zu den Berufshaftpflichtversicherungen gezählt wird. Die D&O-Versicherung bietet jedoch nur Schutz für die Organe und Manager des Unternehmens, nicht aber für das Unternehmen selbst, das eine D&O-Versicherung für seine Organe und Manager abschließt. Versicherungsschutz in Bezug auf von dritter Seite gegen das Unternehmen wegen Pflichtverletzungen ihrer Mitarbeiter erhobene Ansprüche bietet eine (im amerikanischen Sprachraum so genannte) Errors&Omissions (E&O)- bzw. (britische Bezeichnung) Professional Indemnity (PI)-Deckung.

## Geschichte
Erste Versuche, eine Haftpflichtversicherung für Unternehmensleiter einzuführen, gab es in Deutschland bereits 1895 durch den Allgemeinen Deutschen Versicherungsverein. Gescheitert ist eine Einführung jedoch zunächst an eher moralischen Bedenken. Nachdem man in den USA bereits in den 1930er Jahren die Zweckmäßigkeit der D&O-Versicherung erkannt hatte und es dort Mitte der 1980er Jahre zu erheblichen Ansprüchen gegenüber Managern gekommen war, setzte sich dieser Versicherungszweig in einem breiten Markt durch und fand auch international mehr und mehr Beachtung. Der eigentliche Ursprung der D&O-Versicherung ist allerdings bei Lloyd’s of London zu suchen. Dennoch werden die Vereinigten Staaten gemeinhin als Ursprung dieses Versicherungskonstituts angesehen.

## Umfang
Vom Versicherungsschutz erfasst sind in der Regel alle Organe (Vorstand, Geschäftsführung, Aufsichtsrat, Beirat u. ä.) und leitenden Angestellten (Prokuristen) einer Gesellschaft mit ihrer Organhaftung, die die Sorgfalt eines ordentlichen und gewissenhaften Geschäftsleiters zu erfüllen haben, gesetzlich geregelt beispielsweise in § 93, § 116 AktG für Vorstände und Aufsichtsräte oder in § 43, § 52 GmbHG für Geschäftsführer und GmbH-Aufsichtsräte.
Der Versicherungsschutz umfasst zwei Ansprüche: den Anspruch auf Erstattung der Abwehrkosten für den Fall der unbegründeten Inanspruchnahme (Rechtsschutzfunktion) sowie den Anspruch auf Freistellung von begründeten Schadensersatzforderungen (Freistellungsfunktion). Anspruchsberechtigt ist die versicherte Person, nicht der Versicherungsnehmer. Eine Abtretung des Freistellungsanspruchs durch die versicherte Person an die geschädigte Gesellschaft ist jedoch möglich.
Deckung besteht bei Sorgfaltspflichtverletzungen ohne Vorsatz bzw. wissentlicher Pflichtverletzung im Innen- oder Außenverhältnis. Ersetzt werden normalerweise alle Vermögensschäden, die während der Versicherungsperiode verursacht wurden und bei denen die Anspruchserhebung noch innerhalb der Versicherungslaufzeit erfolgt („claims-made-Prinzip“). Daneben werden in der Regel auch schon vorher verursachte Vermögensschäden in den Versicherungsschutz integriert („Rückwärtsdeckung“), soweit die Erhebung des Anspruchs nach Vertragsbeginn erfolgt und die Pflichtverletzung den versicherten Personen und dem Versicherungsnehmer (in der Regel die Gesellschaft) bis zum Abschluss des Vertrages nicht bekannt war oder hätte bekannt sein können/müssen.
Spiegelbildlich finden sich in vielen D&O-Verträgen sogenannte Nachmeldefristen. Danach sind auch solche Schadensersatzansprüche vom Versicherungsschutz umfasst, die innerhalb eines begrenzten Zeitraums (in der Regel sechs Monate bis drei Jahre) nach Vertragsbeendigung geltend gemacht werden und bei denen der zugrunde liegende Pflichtverstoß auf den Zeitraum vor Vertragsbeendigung datiert. Bei Wechsel des Versicherers endet die Nachmeldefrist des Vorvertrages in der Regel mit Beginn des neuen D&O-Versicherungsvertrages.

## Anspruchsgrundlagen
Bei Ansprüchen unterscheidet man grundlegend in Innenhaftung und Außenhaftung. Der weit überwiegende Teil der Versicherungsfälle betrifft die Innenhaftung. Hierbei wird die versicherte Person gegen Ansprüche gegenüber der Gesellschaft bzw. der Organe der Gesellschaft wie Aufsichtsorgane / Aufsichtsräte oder Gesellschafter / Eigentümer geschützt. Bei der Außenhaftung werden Versicherungsansprüche seitens Geschäftspartnern (Kunden / Lieferanten), Wettbewerbern, Mitarbeitern und Mitarbeiterinnen, Aufsichtsbehörden oder anderen Dritten gestellt.

## Grenzen der D&O-Versicherung
1. Die D&O-Versicherung ist eine typische Haftpflichtversicherung – nicht aber eine Kaskoversicherung. Das zentrale Leistungsversprechen der D&O-Police ist also die Abwehr von Schadenersatzansprüchen im Rahmen der Organhaftung. Erweisen sich diese Ansprüche als begründet, so erfolgt die Freistellung und damit eine Befriedigung der geschädigten Gesellschaft (Bilanzschutz)[4]. Im Gegenzug bedeutet dies auch, dass der versicherten Person, also dem Organ, ein schuldhaftes pflichtwidriges Fehlverhalten nachgewiesen werden muss, das zu einem Vermögensnachteil auf Seiten der Versicherungsnehmerin oder eines Dritten geführt hat. Allein die Behauptung oder Feststellung einer offenbar „falschen“ oder unvorteilhaften unternehmerischen Entscheidung reicht nicht aus. Ist allerdings ein Schaden feststellbar, findet oft eine Beweislastumkehr statt, das heißt, der Unternehmensleiter muss beweisen, dass seine Entscheidung trotz Schadeneintritts die richtige war (wichtiger Punkt hierbei: die Dokumentierung der Entscheidungsfindung).
2. Zudem werden so genannte „Eigenschäden“, das sind Ansprüche von Unternehmen gegen versicherte Personen, welche selbst am Unternehmen beteiligt sind, nur begrenzt ersetzt, sofern nicht lediglich eine geringfügige Beteiligung besteht (Grenze hier: 15–25 % je nach Versicherer; seit Mitte 2007 verzichten einige Anbieter in ihren Konzepten völlig auf den sog. „Eigenschaden-Ausschluss“).
3. Die Interessenlage aller Beteiligten ist im Schadensfall äußerst komplex und führt oft dazu, dass ein Kompromiss (Vergleich, engl. deal) zwischen den Beteiligten ausgehandelt wird. Diese in der Praxis zu beobachtende vermehrte Zunahme von Organhaftungsstreitigkeiten z. B. zwischen Aufsichtsrat und Vorstand ist die Grundlage für den derzeit zu beobachtenden Aufwind sogenannter D&O-Excedentenlösungen für Kontrollorgane. Jene stellen auf die besonderen Ansprüche kontrollierender Organe im Streitfall mit dem Vorstand bzw. der Gesellschaft ab.[5]
4. Mit dem „Gesetz zur Angemessenheit der Vorstandsvergütung“ (VorstAG) aus dem Jahre 2009 wurde in der D&O-Versicherung ein Selbstbehalt für Vorstände einer Aktiengesellschaft nach deutschem Recht, Europäische Gesellschaft, Versicherungsverein auf Gegenseitigkeit und der Kommanditgesellschaft auf Aktien festgesetzt. Sie sieht einen Selbstbehalt von wenigstens 10 % des Schadens vor bis höchstens bis zum anderthalbfachen der jährlichen Vergütung. Ziel des Gesetzgebers ist die Vermeidung von Fehlanreizen. Der Deutsche Corporate Governance Kodex schreibt daher die Anwendung auch für Aufsichtsräte verpflichtend vor.[6] Der Gesetzgeber erlaubt dem Personenkreis jedoch eine private Absicherung. Die Versicherungswirtschaft hat darauf reagiert und die D&O-Selbstbehaltsversicherung angeboten.
5. Die Deckung kann schon nach Gesetz und Treu und Glauben nicht allumfassend sein. So tritt sie etwa bei Vorsatz nicht ein. Je nach Anbieter und Risikosituation begrenzen diverse Ausschlusstatbestände den Versicherungsschutz zum Teil erheblich. So enthalten die Versicherungsbedingungen im Regelfall einen so genannten Dienstleistungsausschluss, welcher dazu führt, dass Vermögensschäden, welche im Rahmen der operativen Tätigkeit der versicherten Person verursacht wurden, nicht gedeckt sind. Die D&O-Police schützt die versicherten Personen ausschließlich in ihrer gesellschaftsrechtlichen Organfunktion und schließt nicht Dienstleistungen ein, die von den Organen unmittelbar selbst erbracht werden. Der Dienstleistungsausschluss führt somit in der Praxis nicht selten dazu, dass vom Versicherer eine Deckung abgelehnt wird.
6. Rückwärtsdeckung: Einige Versicherer bieten nur eine Absicherung von Schäden, die erst nach Vertragsabschluss verursacht und bekannt wurden. Andere Versicherer decken auch solche Schäden ab, die erst nach Vertragsabschluss bekannt wurden, deren Ursache jedoch in der Vergangenheit (also vor Vertragsabschluss) liegt.
7. Mangelnde Kenntnisse und Eignung für ein Ressort führen zu keiner Haftungsbefreiung. Gerade im Aufsichtsrat sitzende Arbeitnehmervertreter unterliegen dieser Problematik.
8. Auch bei einer grundsätzlich vom Versicherungsvertrag gedeckten Pflichtverletzung kann versicherten Organmitgliedern der Versicherungsschutz versagt sein, wenn die Versicherungssumme der laufenden Versicherungsperiode bereits vollständig erschöpft ist. Das kann insbesondere in Organhaftungsfällen mit einer Vielzahl von parallel in Anspruch genommenen Managern einer Konzerngruppe der Fall sein. Durch hohe Abwehrkosten und die frühzeitige Befriedigung der Versicherungsansprüche einzelner Versicherter ist die Versicherungssumme dann mitunter vor Abschluss aller Haftpflichtprozesse erschöpft.
9. Einige D&O-Versicherer bieten zusätzlich zur Unternehmens-D&O mittlerweile auch eine persönliche D&O-Versicherung an, mit der das Organmitglied selbst Herr über die eigene Versicherungspolice wird. Beide Versicherungsformen ergänzen sich.

## Sonstiges
Eine Ergänzung findet die D&O-Versicherung oft in der Absicherung sog. ODL-Mandate (ODL = outside directorship liability), also bei Entsendung von eigenen Mitarbeitern in Organe fremder Unternehmen. Konsequente Erweiterung des Versicherungsschutzes von Gesellschaften bietet in strafrechtlicher Hinsicht die sogenannte Industrie-Strafrechtsschutzversicherung sowie die Vertrauensschadenversicherung (vor allem gegen Mitarbeiterkriminalität). In der EU wird durch die Umsetzung der Antidiskriminierungs-Richtlinie auch die Absicherung vor Anstellungsvertragsrechtsschutz-Ansprüchen (Stichwort EPLI – employment practices liability insurance) immer mehr relevant. Auch hierfür werden bereits Versicherungsprodukte angeboten.
Darüber hinaus findet die sogenannte D&O-Verschaffungsklausel mittlerweile ihren Weg von den Anstellungsverträgen der DAX-Vorstände in die Verträge von Geschäftsführern und Vorständen im Mittelstand. Ziel dieser Klausel ist es ein hohes Maß an Qualität hinsichtlich der D&O-Versicherung und weiterer Managerversicherungen (z. B. Strafrechtschutz) vom Arbeitgeber einzufordern, um sich im Schadenfall hierauf berufen zu können. Je umfassender und zugeschnittener, desto umfangreicher ist auch der Haftungstransfer an den Arbeitgeber. In der Praxis findet die Formulierung der D&O-Verschaffungsklausel von versierten Juristen mit Spezialisierung auf Arbeitsrecht und Versicherungsrecht statt. Ihr Siegeszug liegt auch darin begründet, dass dieses Vehikel in der Lage ist Risikominimierung im Anstellungsvertrag auch in Rechtsformen wie der Aktiengesellschaft abzubilden, in denen die Wirkung von Haftungsklauseln beschränkt ist.
Versicherungsbedingungen, die eine automatische Beendigung der D&O-Versicherung bei Eintritt der Insolvenz vorsehen, sind unwirksam, weil damit das Wahlrecht des Insolvenzverwalters nach § 103 InsO unterlaufen wird.